# Роберт Відмер
Роберт Генрі Відмер (англ. Robert Henry Widmer) (17 травня 1916 – 20 червня 2011) — американський авіаційний інженер, який спеціалізувався на розробці військових літаків. Він провів свою кар'єру, працюючи у компанії Convair, яка згодом стала General Dynamics, потім працював у Lockheed, а згодом Lockheed Martin. Його запальний характер і часом непокірна поведінка одного разу ледь не призвели до його звільнення з компанії. Однак його геніальність у передбаченні та проєктуванні бажаних літаків ще до появи ринку для них привела до його призначення на посаду віцепрезидента з науки і техніки у General Dynamics.
Народився у Готорні, штат Нью-Джерсі, здобув освіту в Політехнічному інституті Ренсселера та Каліфорнійському технологічному інституті. Він розпочав свою кар'єру в каліфорнійському підрозділі Convair, спочатку як конструктор морських літаків. Згодом він приєднався до головного відділення компанії у Форт-Ворті, штат Техас, де відзначився розробкою Convair B-58 Hustler, першого бомбардувальника повітряних сил США, здатного досягати швидкості в два рази більшої за швидкість звуку. Він очолював команди з розробки General Dynamics F-111 Aardvark та General Dynamics F-16 Fighting Falcon. У 1983 році Відмер отримав нагороду Ріда з аеронавтики від Американського інституту аеронавтики й астронавтики. У нагороді було зазначено, що він очолював розробку чотирьох ключових літаків для ПС США: B-36, B-58, F-111 і F-16, а також «започаткував епохи надзвукового польоту та комп'ютеризованого управління польотом за допомогою технології fly-by-wire».
У 1962 році Американське товариство інженерів-механіків нагородило його медаллю «Дух Сент-Луїса» за роботу над B-58. У 2007 році його включили до Зали слави випускників Політехнічного інституту Ренсселера.
Відмер помер у Форт-Ворті, штат Техас, у 2011 році у віці 95 років.